# Luís Paéz
Luis Fernando Páez González (Asunción, 19 de dezembro de 1989 – Mariano Roque Alonso, 7 de abril de 2019) foi um futebolista paraguaio que atuava como atacante.
Jogou na Seleção Sub-20 de seu país, fazendo parte da equipe que terminou na 2a colocação do Campeonato Sul-Americano de 2009, e participando tambem da Copa do Mundo Sub-20 de 2009.
Veio a falecer em 7 de abril de 2019 após o veículo em que conduzia colidir contra um ônibus próximo a Mariano Roque Alonso.

## Estatísticas
| Clube       | Temporada | Camp. Nacional | Camp. Nacional | Copa  | Copa | Torn. Continental | Torn. Continental | Total | Total |
| Clube       | Temporada | Jogos          | Gols           | Jogos | Gols | Jogos             | Gols              | Jogos | Gols  |
| ----------- | --------- | -------------- | -------------- | ----- | ---- | ----------------- | ----------------- | ----- | ----- |
| Tacuary     | 2006      | 1              | 0              | -     | -    | -                 | -                 | 1     | 0     |
| Sporting CP | 2007–08   | 2              | 0              | 2     | 0    | 1                 | 0                 | 5     | 0     |
| CD Fátima   | 2008–09   | 24             | 6              | 2     | 1    | -                 | -                 | 26    | 7     |
| Tacuary     | 2009      | 13             | 0              | -     | -    | -                 | -                 | 13    | 0     |
| Gallipoli   | 2009–10   | 7              | 0              | -     | -    | -                 | -                 | 7     | 0     |
| Tacuary     | 2010      | 3              | 1              | -     | -    | -                 | -                 | 3     | 1     |
| Tacuary     | 2011      | 0              | 0              | -     | -    | -                 | -                 | 0     | 0     |
| TOTAL       | TOTAL     | 50             | 7              | 4     | 1    | 1                 | 0                 | 55    | 8     |

## Conquistas
Sporting
- Taça de Portugal: 2007–08